# Bandes originales
Pour les articles homonymes, voir bande originale.
Pour plus de détails, voir Fiche technique et Distribution.
Bandes originales est une collection de documentaires sur les plus grands compositeurs internationaux de musique de film, produite par la société de production française Prelight Films, écrite et réalisée par Pascale Cuenot. Cette collection souhaite redonner à la musique de film sa place dans l’histoire de la musique, interroger les relations entre la musique et le cinéma, mais aussi réfléchir plus profondément au processus de création.
Bandes originales présente un retour sur la conception d’une œuvre musicale dont la naissance est motivée par la création de l’œuvre cinématographique. L’étrange relation entre ces deux arts qui se côtoient et se façonnent fait surgir des interrogations complexes, et la rencontre entre deux créateurs, le compositeur et le réalisateur, suscite la curiosité. Ces documentaires proposent de revenir sur l’étrange place du compositeur de musique de film, dépendant des désirs d’un réalisateur et en même temps détenteur d’une pièce maîtresse du film.
Bandes originales choisit d’interroger le travail du compositeur en procédant à une transfiguration de l’intime à travers la réflexion sur la création. Ainsi l’hommage est double, le compositeur et l’homme sont mis en lumière alors qu’ils évoluent dans l’ombre d’un film ou de leur musique.

## Portraits
Gabriel Yared (2006)
C'est le premier documentaire de la collection. Gabriel Yared a composé la musique originale de nombreux films dont 37°2 le matin de Jean-Jacques Beineix, Camille Claudel de Bruno Nuytten, L'Amant de Jean-Jacques Annaud, Le Patient anglais (The English Patient), Retour à Cold Mountain, Le Talentueux Monsieur Ripley et Par effraction (Breaking and Entering) d’Anthony Minghella.
À travers les interviews de nombreuses personnalités dont Jean-Hugues Anglade et Jean-Jacques Annaud, nous découvrons la genèse de ses créations musicales.
Maurice Jarre (2007)
Le deuxième documentaire de cette collection est consacré à Maurice Jarre. Il existe également en version de 80 minutes.
60 ans de carrière couronnée de succès, 200 musiques de film, 70 ans de théâtre… Des plus belles heures du Théâtre national populaire aux Oscars de Lawrence of Arabia ou Docteur Jivago, Maurice Jarre est une légende du cinéma.
Il voyage et partage son temps entre Los Angeles, les Alpes Suisses où est filmé l'entretien. Devant son piano, il nous conte sa vie de musique et nous transporte avec lui du plus profond de ses souvenirs à l’orée de ses projets à venir.
Les intervenants : Adrian Lyne, George Miller, Jean Rochefort, Omar Sharif, Peter Weir, Volker Schlöndorff, Jean-Pierre Mocky, Laurence Badie.
Georges Delerue (2008)
Georges Delerue est le troisième portrait de la collection. Ce film souhaite faire revivre la mémoire de ce grand compositeur de l'École Française qui consacra la majeure partie de son art et de son activité à la musique de cinéma. Il fut l'auteur de plus de 200 musiques de film.

## Portraits à venir[Quand?]
- Alexandre Desplat
- Alberto Iglesias
- Eleni Karaindrou
- Ennio Morricone
- John Williams

## Fiche technique
- Montage : Pascale Berson Lécuyer / Sylvie Perrin
- Producteur : Pascale Cuenot / Rémy Boudet
- Distribution : RTBF, TPS Star
- Format : 16/9 PAL HD